# 馬亞克 (第聶伯羅區)
48°15′2″N 34°39′54″E / 48.25056°N 34.66500°E
馬亞克（烏克蘭語：Маяк），2016年前名為切爾沃内馬亞克（烏克蘭語：Червоний Маяк），是烏克蘭中部的村莊，隸屬第聶伯羅彼得羅夫斯克州第聶伯羅區的索洛內市鎮。該村處於莫克拉蘇拉河右岸，分別距離新塔拉西夫卡1.5公里和特魯多柳比夫卡2.5公里，海拔高度66米，2001年人口384。